# SpaceX Dragon 2

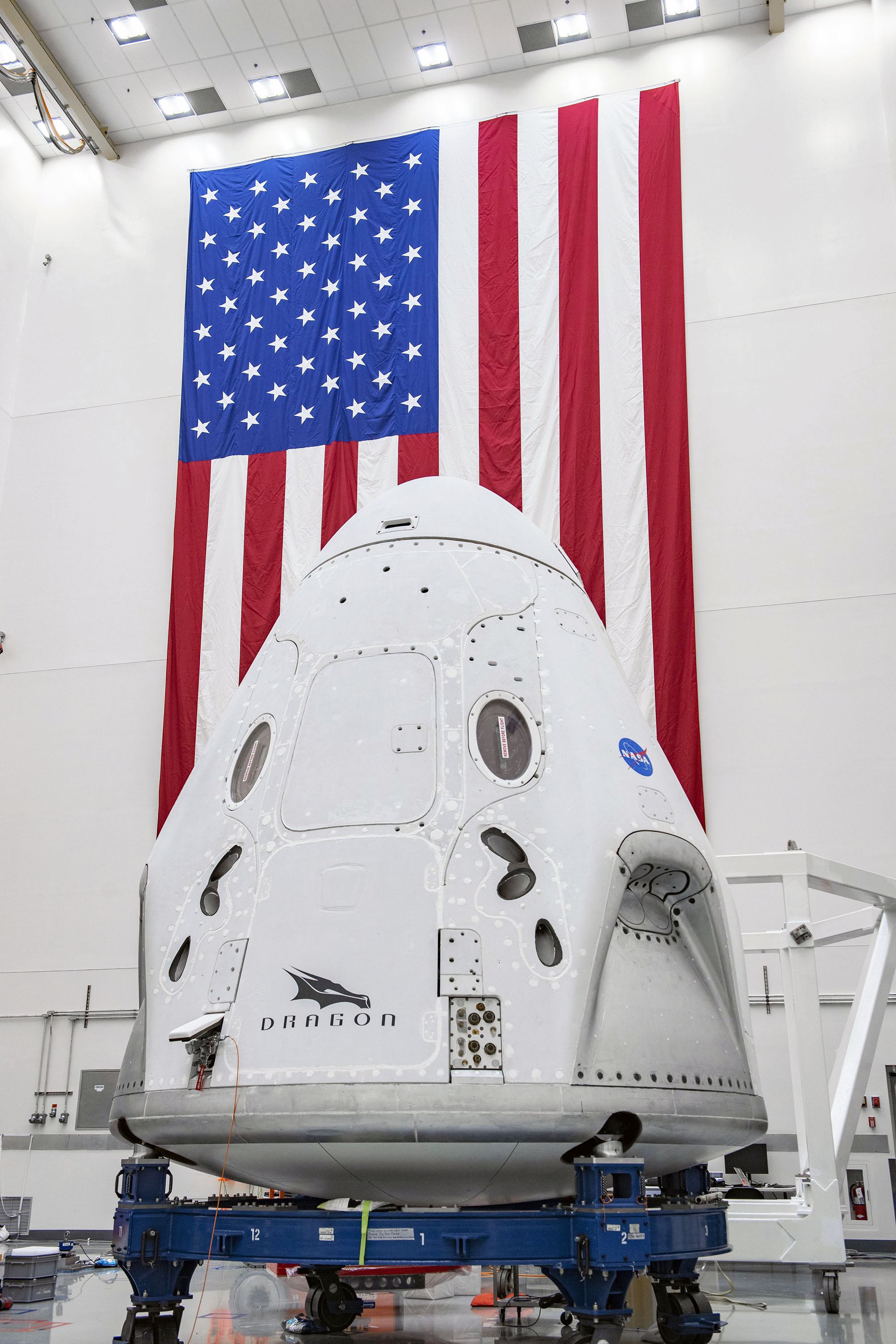
Càpsula SpaceX Dragon 2

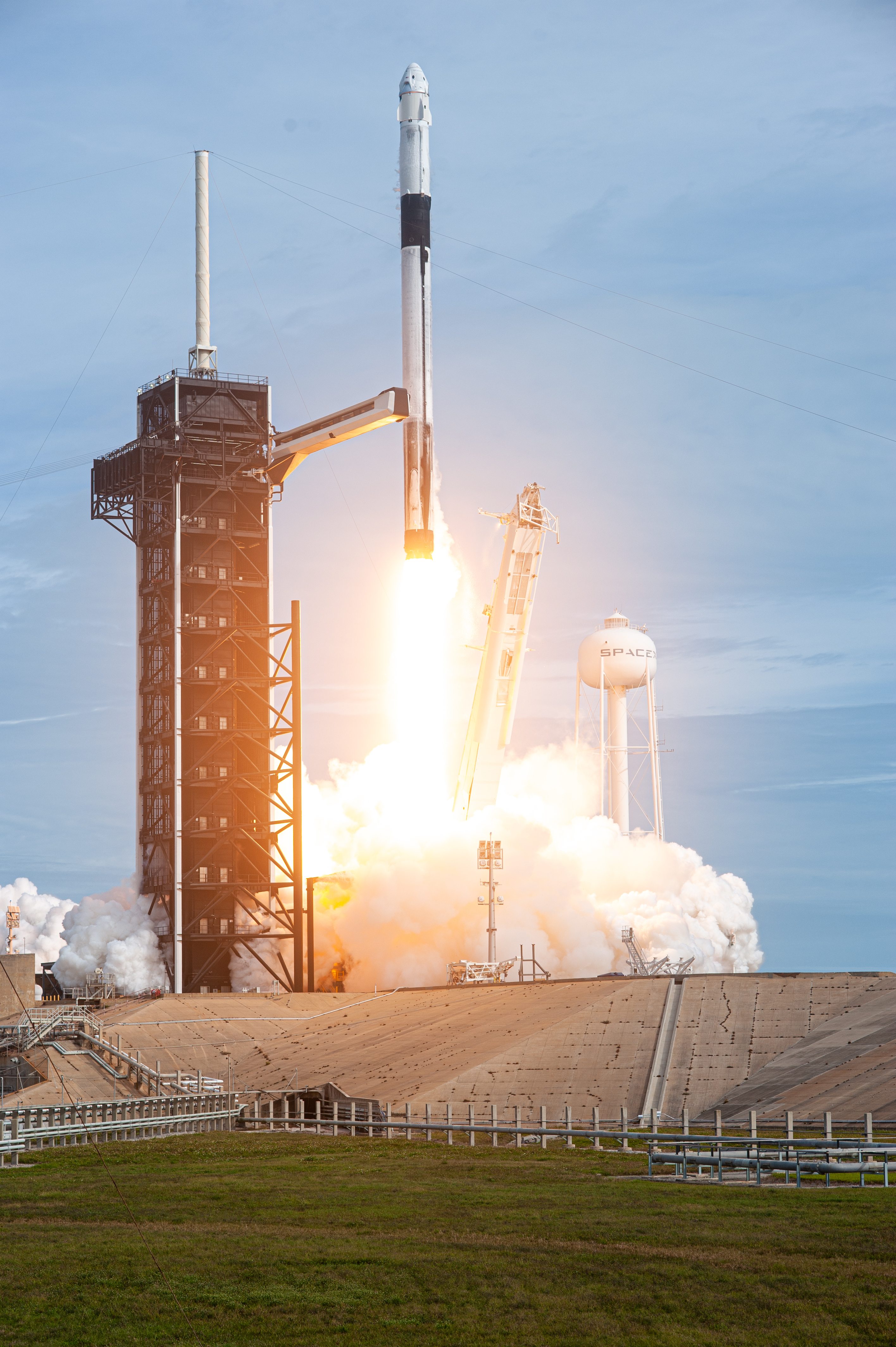
Llançament de la càpsula

L'SpaceX Dragon 2 és una nau espacial capaç de transportar astronautes de l'empresa estatunidenca SpaceX. És una versió modificada de la càpsula espacial de transport SpaceX Dragon.

## Història
La nau espacial va ser presentada el 29 de maig de 2014 en un esdeveniment de premsa a la seu d'SpaceX a Hawthorne, Califòrnia. Dissenyat per transportar els astronautes a l'espai, la càpsula difereix considerablement de la Dragon destinada a càrrega, que ha estat operativa des de 2010. Dragon 2 està programat per fer un primer vol orbital no tripulat al març de 2018.
SpaceX va completar una prova d'avortament de llançament de la nau espacial el 6 de maig de 2015 i una prova de sobrevol el 24 de novembre de 2015.
El setembre de 2014 la NASA va signar un contracte amb SpaceX per adquirir fins a sis vols tripulats a l'Estació Espacial Internacional sota el programa Commercial Crew Development.
El 30 de maig de 2020 va tenir lloc des del Centre espacial John F. Kennedy el seu primer llançament transportant astronautes, essent el primer llançament d'aquest tipus realitzat per una empresa privada i marcant el retorn de la capacitat dels Estats Units d'enviar astronautes a l'espai després de la retirada del transbordador espacial i el llançament de l'Atlantis l'any 2011. En 17 de novembre de 2020 la primera missió, que s'havia enlairat el dia anterior, es va acoblar a la ISS.

## Disseny
El disseny segueix una forma bàsica de càpsula espacial amb un mòdul de servei cilíndric a la seva base. És una evolució de l'anterior nau SpaceX Dragon, amb finestres més grans, nous ordinadors de vol i aviònica, i panells solars redissenyats, tot englobat en una nau espacial amb una forma exterior modificada.
Originalment es pretenia utilitzar un sistema d'aterratge suau terrestre, utilitzant motors coet per alentir la caiguda. Però després el disseny va canviar per amarar (aterrar a la superfície del mar) la càpsula després d'alentir la caiguda amb paracaigudes.
Inclou un conjunt de quatre propulsors laterals amb dos motors coet SuperDraco cadascuna, que formen part del sistema d'escapada al llançament (o launch abort system [LAS]), que permet salvar la càpsula i tripulants en cas de fallada del coet.

## Vols tripulats
| Missió             | Logotip | Nau espacial        | Descripció | Tripulació                                                                  | Data d'enlairament     | Data de retorn                                               | Resultat           |
| ------------------ | ------- | ------------------- | --- | --------------------------------------------------------------------------- | ---------------------- | ------------------------------------------------------------ | ------------------ |
| Crew Dragon Demo-2 |         | C206.1 Endeavour    | Primer vol tripulat amb la càpsula Dragon 2. Fou el primer llançament estatunidenc a transportar astronautes a l'espai des del darrer vol i retirada del transbordador espacial el juliol de 2011. Després de 19 hores de viatge es va acoblar a l'Estació Espacial Internacional.                                                                                                | Douglas G. Hurley Robert L. Behnken                                         | 30 de maig de 2020     | 2 d'agost de 2020                                            | Èxit               |
| SpaceX Crew-1      |         | C207.1 Resilience   | Transporta 4 astronautes a l'Estació Espacial Internacional per una missió de 6 mesos. Al principi estava previst de portar un cosmonauta rus, però Roscosmos encara no havia certificat el vehicle Crew Dragon i van canviar-lo per un tercer astronauta de la NASA. Va batre el rècord de vol tripulat més llarg en un vehicle nord-americà, que tenia la missió de l'Skylab 4. | Michael S. Hopkins Victor J. Glover Soichi Noguchi Shannon Walker           | 16 de novembre de 2020 | 2 de maig de 2021                                            | Èxit               |
| Crew-2             |         | C206.2 ♺ Endeavour  | Connectada a la ISS per una missió de sis mesos. La NASA va permetre a SpaceX de reutilitzar un coet propulsor i una càpsula per a aquest vol. | - R. Shane Kimbrough - K. Megan McArthur - Akihiko Hoshide - Thomas Pesquet | 23 d'abril de 2021     | 31 d'octubre de 2021 (previsió)                              | Connectat a la ISS |
| Inspiration4       |         | C207.2 ♺ Resilience | Primera missió a òrbita només amb civils. El vol va arribar a una òrbita de 585 km i va fer experiments científics i activitats de promoció durant 3 dies. | - Jared Isaacman - Sian Proctor - Hayley Arceneaux - Christopher Sembroski  | 16 de setembre de 2021 | 18 de setembre de 2021 (matinada del 19 als Països Catalans) | Èxit               |